# Olsynium bodenbenderi
Olsynium bodenbenderi är en irisväxtart som först beskrevs av Fritz Federico Kurtz, och fick sitt nu gällande namn av Peter Goldblatt. Olsynium bodenbenderi ingår i släktet Olsynium och familjen irisväxter. Inga underarter finns listade i Catalogue of Life.